# Historiographie du Japon

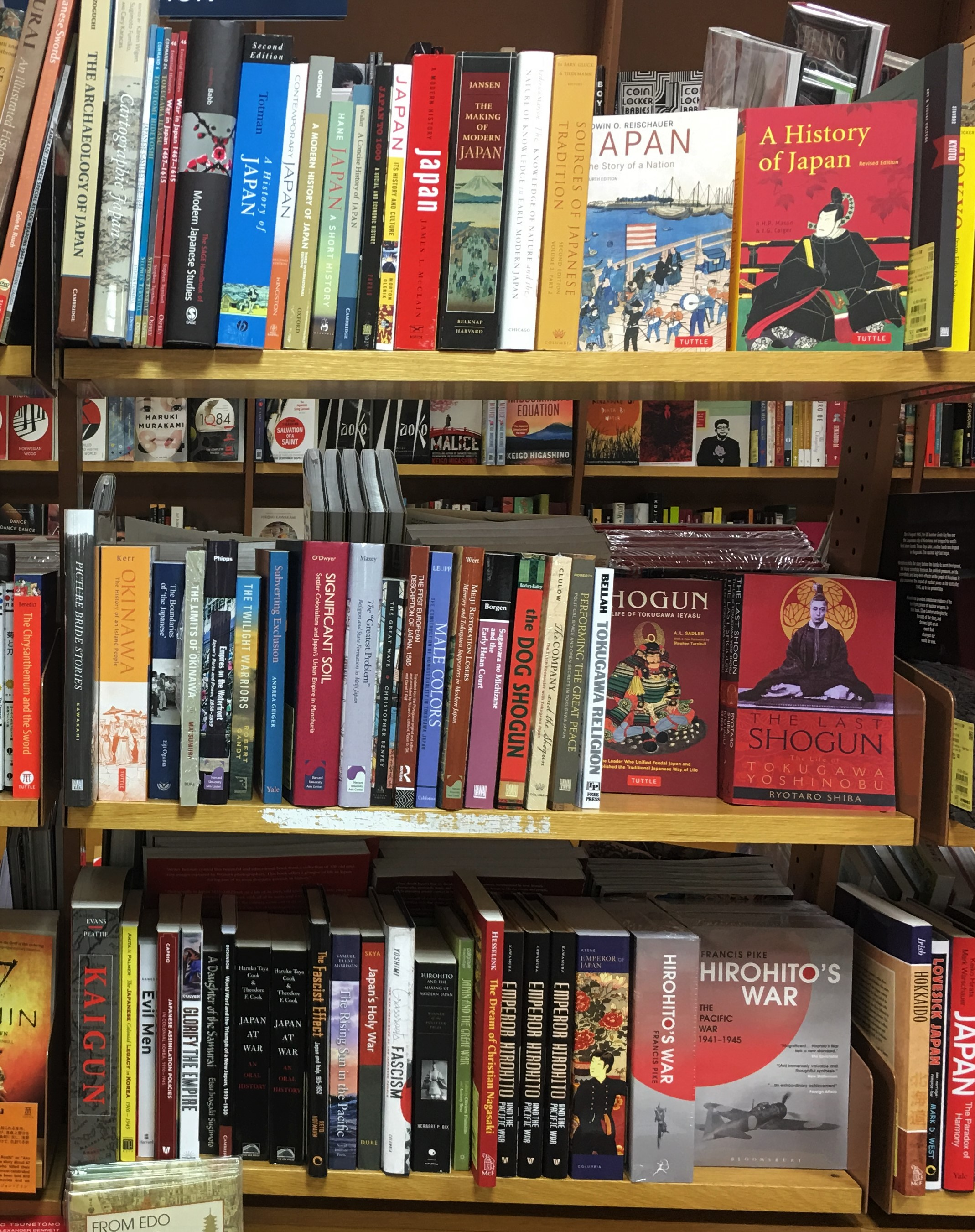
Rayonnage de livres en anglais sur l'histoire du Japon dans une librairie à Tokyo.

Vous lisez un « article de qualité » labellisé en 2016.
L'historiographie du Japon (日本史学史, Nihon shigakushi) est l'étude des méthodes et des hypothèses formulées dans l'étude et l'écriture de l'histoire du Japon.
La première production écrite est attribuée au prince Shōtoku, qui aurait composé le Tennōki et le Kokki en 620. Cependant, le premier ouvrage dont l'existence est avérée, le Kojiki, date de 712. Il est suivi dès 720 par le Nihon shoki. Ces deux ouvrages posent les bases d'une histoire, en grande partie mythique, du pays, qui sert par ailleurs de base à la mythologie shinto. Inspirés par l'historiographie chinoise, ils sont rédigés avec le soutien de l'État japonais. Le Nihon shoki est complété par cinq autres ouvrages publiés entre 797 et 901, connus collectivement sous le nom de Rikkokushi ou Six histoires nationales.
La période qui s'étend du IXe siècle au XVIe siècle est marquée par un abandon des écrits inspirées de l'historiographie chinoise et soutenues par l'État. Les contes historiques ou Rekishi monogatari et les contes de guerres ou Gunki monogatari connaissent une vivacité importante, et des œuvres comme Les quatre miroirs ou Shikyō (rédigés du XIIe siècle au XIVe siècle) ou le Heike monogatari (1371) jouissent d'une grande popularité. Ces récits historiques sont complétés par d'autres formes artistiques comme le théâtre No ou les emaki.
Au début de l'époque d'Edo la prééminence des écoles néo-confucéennes s'affirme. Celles-ci apportent une méthodologie sans équivalent à l'époque, très critique vis-à-vis d'ouvrages comme le Kojiki mais ne sortant pas du cadre de la théorie du mandat du Ciel. Les Hayashi ainsi que la jeune école de Mito en sont alors les principaux représentants. Le milieu du XVIIIe siècle voit le retour de l'école nativiste ou Kokugaku, d'inspiration Shinto. Portée par les travaux de Motoori Norinaga, elle s'oppose aux néo-confucéens en cherchant à démontrer la véracité des grands traits de la mythologie shinto, en particulier l'âge des dieux et les premiers empereurs.
L'historiographie japonaise s'ouvre aux influences occidentales dès la fin du XVIIIe siècle. Les Rangaku, puis les traductions d'ouvrages européens à partir du milieu du XIXe siècle et l'introduction de l'historiographie allemande par Ludwig Riess en 1887 apportent de nouveaux outils d'analyse aux différentes écoles japonaises de l'époque. Alors que l'empire du Japon est installé, des historiens remettent en question, au péril de leurs libertés académiques, l'un des fondements idéologiques du nouveau régime : la place des mythes nationaux dans l'histoire du pays.
Les idées marxistes, déjà introduites dans les années 1920 et renouvelées par les travaux de Hisao Ōtsuka font leur retour durant les années d’après-guerre. À partir des années 1970, une diversification des thèmes de recherche est notable, bientôt accompagnée par une résurgence d'approches conservatrices, voire nationalistes.

## Débuts de l'historiographie japonaise au Moyen Âge

### Des premières chroniques auNihon Shoki

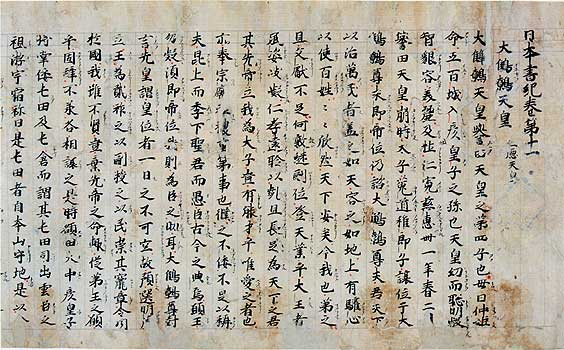
Le Nihon shoki de 720 : un des premiers textes retraçant l'Histoire du Japon.

Au VIIIe siècle apparaissent les premières chroniques qui visent à rendre compte de l'histoire du Japon dont l'existence est avérée. Le Kojiki et le Nihon shoki, publiés en 712 et en 720, prennent comme modèles des textes chinois similaires, à une époque lors de laquelle le monde chinois influence grandement le pays. Le travail de rédaction de ces ouvrages suit un décret de 681 de l'empereur Tenmu, qui cherche à fixer une version stable de ce qui figure dans le Teiki et le Honji, ouvrages (dont l'existence est aujourd'hui considérée comme hypothétique) dont plusieurs versions contradictoires semblent être en circulation à l'époque. Compilés par des hauts fonctionnaires de l'administration impériale, le Kojiki et le Nihon shoki se concentrent sur les règnes des différents empereurs, et cherchent à légitimer leurs actions. Ce sont avant tout des comptes rendus de faits. L'émergence de ce type de publication est rendue possible par le renforcement d'une administration centralisée au sein d'un État fort.
Les auteurs du Kojiki, publié en 712, font remonter le premier travail de ce type à 620, date à laquelle le prince Shōtoku aurait rédigé les premiers ouvrages historiques : le Tennōki et le Kokki. L'existence de ces ouvrages reste elle aussi hypothétique, même si les historiens actuels font remonter la rédaction des premiers écrits historiques au milieu du VIIe siècle. Si la forme de ces écrits est inconnue, il est probable qu'il s'agisse de copies des chroniques chinoises de l'époque avec une part d'influences coréennes du fait de leur transit par le royaume de Baekje.
Essentiellement destiné à l'usage interne de la cour, le Kojiki est rédigé dans un mélange de chinois classique et de lecture phonétique des sinogrammes. Prenant modèle sur l'empire chinois, il dépeint le territoire du Japon comme historiquement étendu, les revendications territoriales allant jusqu'au royaume coréen de Baekje. Le Japon y est présenté comme un pays souverain, et la Chine n'y est pas mentionnée une seule fois. Les écrits se concentrent sur l'histoire de la lignée impériale et sur la généalogie des grandes familles de la cour.
Le Nihon shoki s'écarte de la forme inaugurée par le Kojiki. Rédigé intégralement dans un chinois classique, il est conçu pour être présenté à des envoyés étrangers. Contrairement à son prédécesseur, il n'accorde qu'une faible place à la mythologie de la création du pays, et des écrits chinois (comme le livre des Wei et le livre des Jin) et surtout coréens y sont largement cités. La chronologie introduite par les chroniques du royaume de Baekje sert de référentiel autour duquel l'histoire japonaise se tisse, et des liens sont aussi faits avec la chronologie chinoise. La notion chinoise de mandat céleste est aussi réutilisée, mais en s'en écartant pour légitimer l'intégralité de la lignée impériale japonaise. Le Nihon shoki s'écarte aussi du modèle chinois en incluant, comme le Kojiki, un grand nombre de poésies.

### Les six histoires nationales
Le Nihon shoki sert de base à d'autres ouvrages du même type. Dès 718 le code Yōrō impose au ministère du centre la rédaction d'une histoire nationale. D'autres chroniques historiques sont publiées au cours du siècle suivant : le Shoku Nihongi en 797, le Nihon Kōki en 840, le Shoku Nihon Kōki en 869, le Nihon Montoku Tennō Jitsuroku en 871, puis le Nihon Sandai Jitsuroku en 901. Avec le Nihon shoki de 720, ils forment les Six histoires nationales, ou Rikkokushi. Cependant, à partir du XIe siècle, le milieu de l'époque de Heian est marqué par un affaiblissement de l'État et ce type de grande chronique est abandonné. Leur forme sert ultérieurement d'inspiration durant l'Époque d'Edo, lorsque les shoguns cherchent à légitimer leurs pouvoirs en faisant écrire des ouvrages historiques du même type.
L'écriture du premier successeur du Nihon shoki est lancée vers 760 par Fujiwara no Nakamaro, mais le travail est plusieurs fois arrêté avant sa publication en 797. La mort de son initiateur lors de la rébellion de Fujiwara no Nakamaro en 764 suspend le projet. Les trente volumes déjà ébauchés sont cependant critiqués à l'époque, car ils se concentrent trop sur des faits anecdotiques et ignorent certains évènements majeurs. Le projet est relancé par l'empereur Kōnin, mais le travail reste à l'état de brouillon. Deux édits de 794 et de 797 permettent de reprendre, puis de finaliser le projet. Les quarante volumes du Shoku Nihongi couvrent la période allant de 697 à 791. Le travail final se distingue par l'utilisation de sources nouvelles, comme les registres de temples bouddhistes ou des comptes rendus de recettes fiscales. Comme le Kojiki, il est rédigé dans un langage reposant sur le chinois classique et sur une utilisation phonétique des sinogrammes. Le Shoku Nihongi décrit aussi certains aspects de la société de l'époque,. En accord avec le modèle des chroniques chinoises, la place de la poésie est grandement réduite.
La rédaction du Nihon Kōki est lancée par l'empereur Saga en 819, mais le projet est rapidement stoppé par la mort de plusieurs de ses coordinateurs. C'est finalement en 840 que le projet est complété, ses quarante volumes s’étendant de 792 à 833. Des biographies des principales figures de la cour sont pour la première fois incluses au moment de leur mort. Les trois livres suivants, le Shoku Nihon Kōki, le Nihon Montoku Tennō Jitsuroku et le Nihon Sandai Jitsuroku sont rédigés en suivant les codes instaurés par les ouvrages précédents, mais en se concentrant sur des durées plus courtes : le Shoku Nihon Kōki et le Nihon Montoku Tennō Jitsuroku ne couvrent ainsi qu'un seul règne. Cherchant toujours à se rapprocher de leurs modèles chinois, ils intègrent à présent des références à des catastrophes naturelles. Cependant, leur intérêt décroît pour la cour. Le clan Fujiwara, qui domine la cour, fait étalage de sa puissance dans d'autres types d'écrits, les Rekishi monogatari. La lignée impériale est, elle, suffisamment légitimée par différents écrits historiques et n'a plus besoin de commander ce type d'ouvrage pour assoir son autorité. La fermeture en 969 de l'office chargé d'écrire la suite de ces ouvrages, le Shin Kokushi, marque la fin de ce style.

### Le temps des récits historiques à partir duIXesiècle
Une nouvelle forme de documents prétendant rendre compte des faits historiques fait son apparition au XIe siècle et perdure jusqu'au XVIe siècle. Elle s'inspire de la littérature de cour comme Le Dit du Genji alors à la mode parmi la noblesse japonaise. En rupture avec les chroniques de l'époque précédente, ces textes optent pour une approche plus subjective, en se concentrant sur la narration pour intéresser le lecteur, et ne sont plus rédigés en chinois classique, mais en japonais. Ils s'intéressent davantage aux personnages historiques, notamment dans le style des Gunki monogatari, ou contes guerriers.
Le premier de ces récits, l'Eiga monogatari s'inscrit dans la lignée des Rikkokushi, puisqu'il commence en 887, là où s'achève le Nihon Sandai Jitsuroku. Il contient cependant de nombreuses erreurs de dates (environ 20 % de celles indiquées sont fausses), et de nombreux embellissements ou fabrications. Quatre ouvrages connus sous le nom collectif de Quatre miroirs sont écrits à la suite de ce premier Monogatari. Reprenant l'image du miroir historique utilisée par l'historien chinois Sima Qian au IIe siècle, ils entendent raconter une histoire au travers de la vie de personnages importants, et ont recours à un narrateur. De nouveau, l'accent est mis sur la vie de la cour à Kyoto. Les trois premiers sont rédigés entre 1119 et 1195. Le quatrième est plus tardif (1368 ou 1376) et couvre la vie de la cour de Kyoto lors de l'époque de Kamakura.
Par leur style, les Gunki monogatari ou contes guerriers sont destinés à être récités par des moines errants. Le premier d'entre eux est le Hōgen monogatari, qui traite de la rébellion de Hōgen de 1156. Cette œuvre est suivie par le Heiji monogatari qui décrit la rébellion de Heiji de 1159-1160. Là où le premier reste dans la description des évènements, le second distille des principes de bonne gouvernance en s'inspirant de théories confucianistes pour tenter d'expliquer les évènements. Le plus important ouvrage de ce genre, le Heike monogatari couvre lui la vingtaine d'années qui voient s'opposer les Minamoto aux Taira. Largement influencé par des thèmes bouddhiques, il reste cependant limité sur son analyse politique.
Parmi ces publications, deux d'entre elles visent à rendre compte de l'histoire du Japon dans sa globalité et à en proposer une interprétation. Le Gukanshō et le Jinnō Shōtōki, publiés en 1220 et en 1339, proposent pour le premier une lecture bouddhique de l'histoire nationale, et pour le second une lecture shinto. Ce dernier postule par ailleurs que le Japon est un pays supérieur aux autres, car élu par les dieux, ce qui influence durablement l'historiographie, la politique et le nationalisme japonais.

### Diversification des formes à la fin du Moyen Âge
Lors des derniers siècles du Moyen Âge japonais, l'époque de Muromachi, la forme du Gunki monogatari constitue toujours une part importante des récits historiques produits. Le pays est alors touché par de nombreux conflits guerriers internes (époques Nanboku-chō, Sengoku, puis Azuchi Momoyama) ce qui explique la popularité de ce type de productions. L’Ōninki, qui couvre la guerre d'Ōnin, est l'un des représentants majeurs de ce style à l'époque. Deux autres exemples notables du genre paraissent au début du XVIIe siècle, le Shinchō kōki et le Taikōki, qui se concentrent sur les biographies de deux figures majeures de l'époque Azuchi-Momoyama à la fin du XVIe siècle, Oda Nobunaga pour le premier et Toyotomi Hideyoshi pour le second.
L'histoire diplomatique fait ses débuts au Japon en 1470 avec la publication par Zuikei Shūhō d'un Zenrin Kokuhōki en trois volumes qui retrace la nature des échanges internationaux entre le Japon, la Chine et la Corée, tout en reproduisant plusieurs documents diplomatiques.
La cour impériale est aussi à l'origine de la production de quelques travaux historiques. Ichijō Kanera publie, par exemple, le Kuji Kongen qui retrace les principaux évènements qui affectent cette partie de la société. Prenant comme référentiel les cycles lunaires, il fournit des détails concernant l'origine et le développement de ces faits. Il publie aussi le Nihon Shoki Sanso qui est un commentaire du Nihon Shoki, signe que ce dernier ouvrage fait partie des lectures des nobles de la cour de l'époque. Le travail d'un prêtre shinto, Yoshida Kanetomo, est aussi notable. Il fait correspondre trois calendriers étrangers avec le calendrier japonais.
La création du théâtre Nô par la publication de Fūshi kaden par Zeami en 1406 renouvelle la forme des productions historiques de l'époque. La structure narrative fait intervenir les morts, qui racontent aux vivants les faits passés. Le monde des esprits est alors décrit au travers d'explications historiques, faisant ainsi le lien entre les deux mondes. Cette forme reste populaire jusqu'au XVIIe siècle et l'émergence du Kabuki.

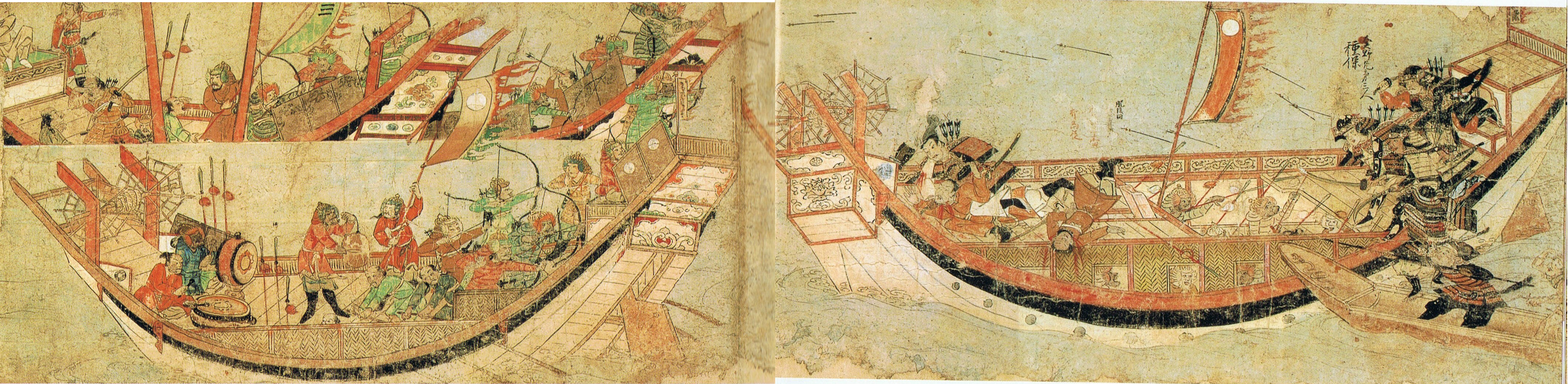
Les rouleaux illustrés des invasions mongoles : un emaki du XIII retraçant les deux tentatives d'invasions du pays par les Mongols à la même époque.

Les rouleaux illustrés, ou emaki, constituent aussi une des formes majeures de narration historique qui s'épanouit à l'époque. Si les premiers exemples de cette forme précèdent de plusieurs siècles cette époque, la fin du XIVe siècle voit un bond dans leur production. Ils sont par exemple utilisés pour décrire les origines de la fondation d'un temple, ou pour raconter des évènements plus importants comme des guerres.

## Professionnalisation lors de l'Époque moderne
Lors de l'époque d'Edo, plusieurs avancées permettent un renouvellement des études historiques. Une période de paix de plusieurs siècles permet une stabilité politique, et donc des conditions de travail plus propices aux travaux des historiens. Le shogunat Tokugawa, comme les régimes précédents, encourage l'essor des publications de manière à assoir sa légitimité. Par ailleurs, l'introduction via la Corée au XVIe siècle de l'imprimerie typographique permet de publier à de nombreux exemplaires des documents anciens.

### Domination des penseurs néo-confucéens à partir duXVIIesiècle

#### Les Hayashi et l'écriture duHonchō Tsugan
L'époque d'Edo commence avec deux systèmes de pensée traditionnels en partie disqualifiés. Le shinto qui a servi pendant des siècles à légitimer le pouvoir impérial apparait comme dépassé pour faire face à la nouvelle société dominée par la figure du shogun. Les armées de moines soldats bouddhistes ont été vaincues par les troupes de Tokugawa Ieyasu lors de l'unification du pays à la fin du XVe siècle, et leur défaite apparait aussi morale. C'est au même moment que le néoconfucianisme est introduit dans le pays depuis la Chine, et que celui-ci offre aux penseurs de l'époque de nouveaux outils intellectuels.

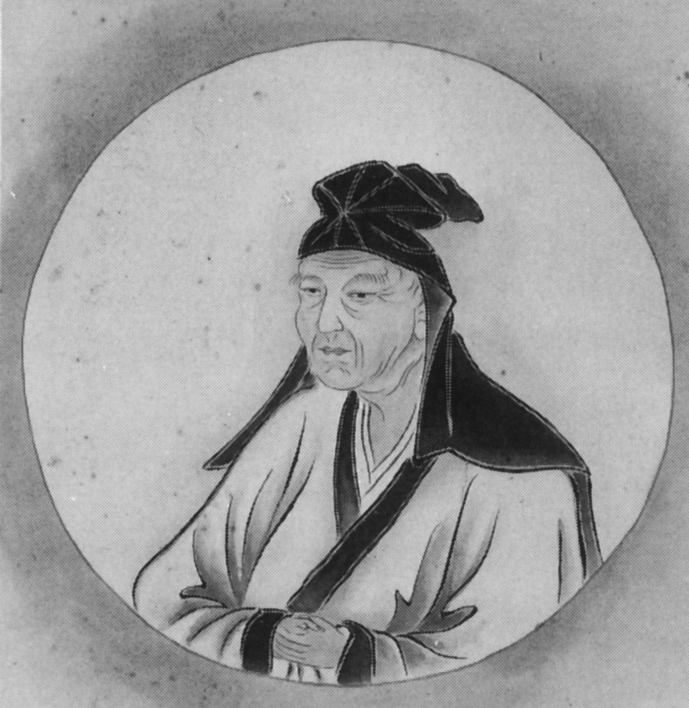
Hayashi Razan, un des premiers représentant de l'école néo-confucéenne.

Les travaux de Hayashi Razan s'inspirent de ce nouveau système de pensée. Formé à l'école du bouddhisme, il critique très tôt celui-ci, et devient élève de Fujiwara Seika, figure du néoconfucianisme de l'époque. Il commence à travailler sur le Honchō Tsugan en 1644 à la demande du shogun Tokugawa Iemitsu. Son travail porte jusqu'au règne de l'empereur Uda en 897 lorsqu'il décède en 1657. La même année, son manuscrit est détruit lors du grand incendie de Meireki. Son fils Hayashi Gahō poursuit son œuvre à la demande du shogun Tokugawa Ietsuna et l'achève en 1670. Empruntant à la forme du Miroir général pour aider le gouvernement de l'historien chinois du XIe siècle Sima Guang, il reprend les images du bon et du mauvais souverain récompensés ou punis par les cieux. Il livre par ailleurs un récit impartial de l'époque Nanboku-chō, donnant à chaque lignée des prétendants au trône impérial un couverture équilibrée. Cependant le livre n'évite pas quelques écueils. Croisant les informations contenues dans les Rikkokushi avec celles présentes dans le Livre des Han postérieurs, Hayashi Razan identifie plusieurs erreurs chronologiques qu'il impute au livre chinois, et propose des corrections. Il passe sous silence le rôle du prince Shōtoku dans l'assassinat de l'empereur Sushun en 592, une impasse qui lui est fortement reprochée par son contemporain Kumazawa Banzan. Enfin, sa présentation de la révolte de Jōkyū de 1221 relève d'une lecture classique, et le travail de recherche et de critique des sources ne semble pas avoir été fait par son fils. 

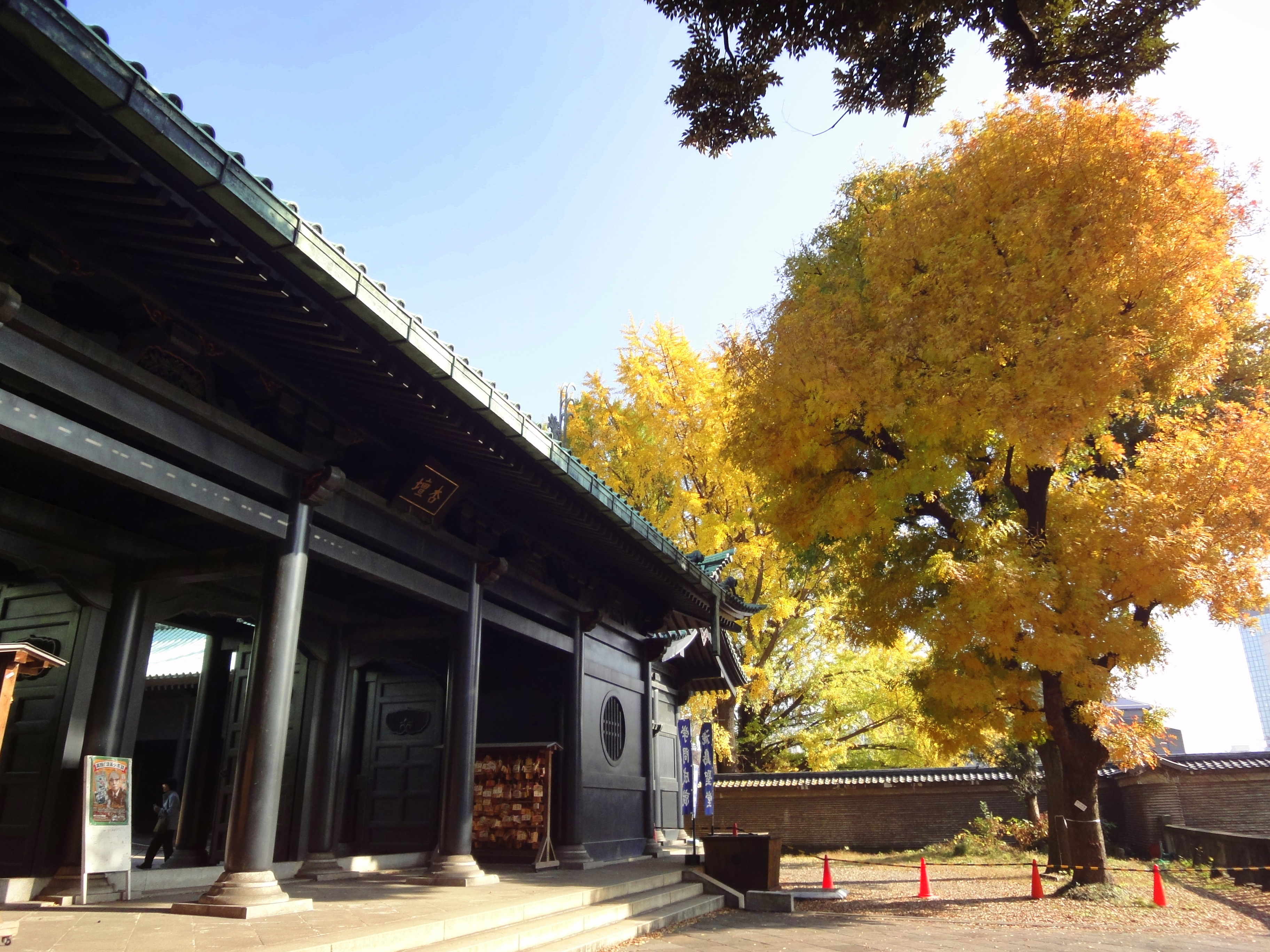
Le Shōheizaka gakumonjo : lieu d'écriture officiel de l'Histoire à l'Époque d'Edo.

Hayashi Razan se montre aussi très critique à l'encontre des récits portant sur l'Âge des dieux. Dans un essai indépendant du Honchō Tsugan, il remet en cause l'origine divine de l'empereur Jinmu et reprend à son compte une théorie déjà formulée à l'époque, faisant de Taibo de Wu le véritable Jinmu. Il dénie ainsi le caractère divin de la lignée impériale en lui attribuant une origine humaine.
La publication du Honchō Tsugan par Hayashi Gahō à partir de travaux initiés par son père Hayashi Razan fournit au nouveau régime le premier ouvrage permettant de légitimer son pouvoir. L'institution privée néo-confucéenne de Hayashi Razan qui est à l'origine de ce travail, le Shōheizaka gakumonjo, devient une école officielle du shogunat et son organisation est revue. Le Shōheizaka gakumonjo publie les compilations historiques officielles du régime jusqu'à la chute de celui-ci en 1868, et une relative indépendance vis-à-vis du pouvoir politique est visée, le politique ne pouvant intervenir dans son travail. Des projets à longs termes peuvent être menés, mais dans les faits, ses publications continuent de légitimer le pouvoir shogunal.

#### L'école de Mito et leDai Nihonshi
Le Dai Nihonshi de Tokugawa Mitsukuni est la première histoire du Japon à copier fidèlement les modèles chinois du genre. Il opte pour une approche thématique, ou Kidentai, se démarquant du style des annales . Il surpasse ses modèles sur certains points, notamment par le traitement des sources. Celles-ci sont non seulement systématiquement citées, mais une critique de celles-ci est aussi effectuée pour estimer leur fiabilité. La première partie est publiée en 1720, et les publications s'étalent jusqu'en 1906. Rédigé en kanbun, il se démarque par son loyalisme très marqué envers la famille impériale, alors que son directeur est issu de la famille shogunale.

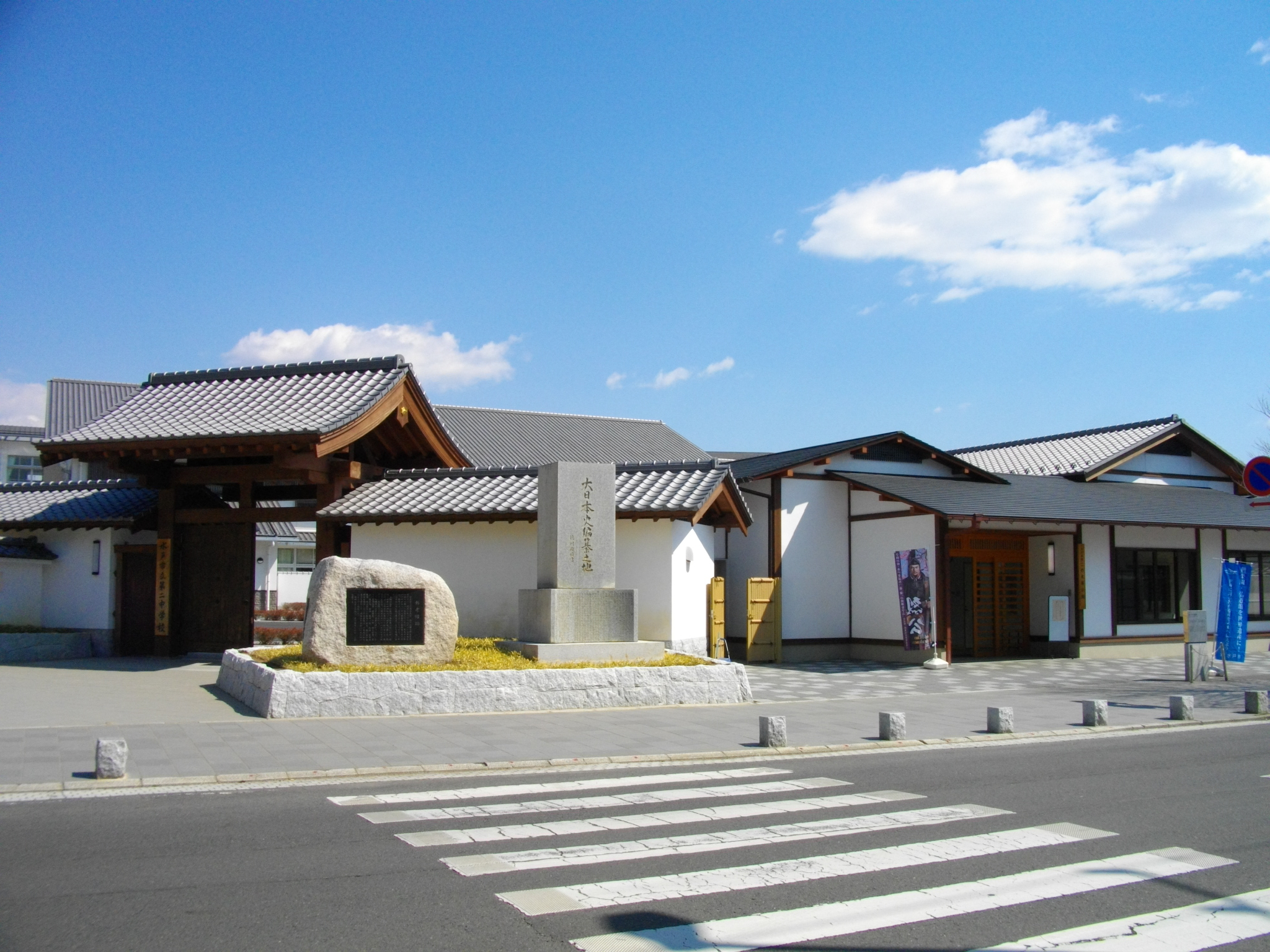
Site du Shōkōkan où les travaux sur le Dai Nihonshi commencent en 1657.

Ce travail est permis par la mise en place du Shōkōkan en 1657, véritable bureau de coordination du travail de recherche pour l'élaboration du Dai Nihonshi, dans lequel vingt à trente personnes sont mobilisées. Le travail effectué par ces personnes au sein de l'« école de Mito » va de la collecte et de la copie de documents sur le terrain (particulièrement entre 1676 et 1693) à l'authentification de textes. L'importance et la qualité de ces travaux est sans équivalent dans le pays jusqu'à l'instauration de l'Institut historiographique de l'université de Tokyo en 1869. Le budget de fonctionnement consomme jusqu'au tiers du budget du domaine de Mito, et le travail attire des lettrés de tout le pays.
La rédaction méthodique de l'ouvrage est initiée dès 1657 par Tokugawa Mitsukuni ; il vise dans un premier temps à produire au sujet de l'histoire du Japon un travail comparable à celui accompli par l'historien chinois Sima Qian dans son Shiji. Le loyalisme envers la maison impériale n'apparait que plus tard dans ses préoccupations. Si le néoconfucianisme guide les travaux initiaux, les influences d'Ogyū Sorai puis du Kokugaku écartent progressivement le Dai Nihonshi de ses modèles chinois. Les évaluations et des critiques du règne des empereurs sont ainsi dans un premier temps rédigées, puis retiré du travail final,.
Trois points d'interprétation historique sont en particulier traités par les historiens de cette école. Jingū dont le statut n'est pas clair dans le Nihon Shoki est retirée de la liste des empereurs et est rétrogradée au rang de régente. Kōbun, vaincu par l'empereur Tenmu lors de la Guerre de Jinshin en 672, est lui restauré au rang d'empereur légitime. Enfin, contrairement au Honchō Tsugan, la Cour du Sud de l'époque Nanboku-chō est légitimée, et sa rivale, la Cour du Nord, qualifiée d'usurpatrice,.
Cependant trois problèmes majeurs sont identifiables dans les travaux de cette école. La description classique des règnes des empereurs Nintoku et Buretsu, dont les récits traditionnels sont une reprise du thème du bon souverain et du mauvais souverain confrontés à la règle du mandat du Ciel, ne sont pas identifiés comme des fabrications historiques, et sont repris sans critique poussée. La couverture de la révolte de Jōkyū de 1221 est elle aussi problématique, notamment dans la manière dont le Clan Hōjō est décrit. Enfin, Le traitement de l'Âge des dieux est le fruit d'un compromis entre la vision politique de Tokugawa Mitsukuni, et le travail historique des chercheurs de l'école de Mito. Bien qu'allant à l'encontre de l'opinion des lettrés de cette école, la généalogie divine de l'empereur Jinmu est indiquée dans le livre. La période mythique appelée l'Âge des dieux est donc connectée à l'histoire, mais n'occupe qu'une page sur les 3 399 pages de l'ouvrage.

#### Les confucéens face à la question de l'Âge des dieux
Arai Hakuseki est introduit au néo-confucianisme par Kinoshita Jun'an, et travaille comme conseiller du futur shogun Tokugawa Ienobu à partir de 1694. Il se fait reconnaitre comme historien avec la publication du Tokushi Yoron en 1712, et du Koshitsū en 1716. Tout en s'inscrivant dans la tradition néo-confucéenne, imputant aux actions terrestres une explication céleste, il se singularise en étant le premier historien à complètement remettre en cause le caractère sacré de l'Âge des dieux. Il opte pour une approche proche de l'évhémérisme, et postule que les êtres divins dont il est question dans les récits anciens sont en réalité humains. En ayant recours à la linguistique, il propose par exemple d'identifier Takama-ga-hara, la résidence des dieux du shintō, à une plaine située dans la province de Hitachi. Dans des écrits postérieurs au Tokushi Yoron, il date au IIIe siècle av. J.-C. l'instauration de la lignée impériale japonaise. Il indique, en prenant appui sur la découverte de cloches pré-datant cette époque, que le pays était alors déjà peuplé d'êtres humains.

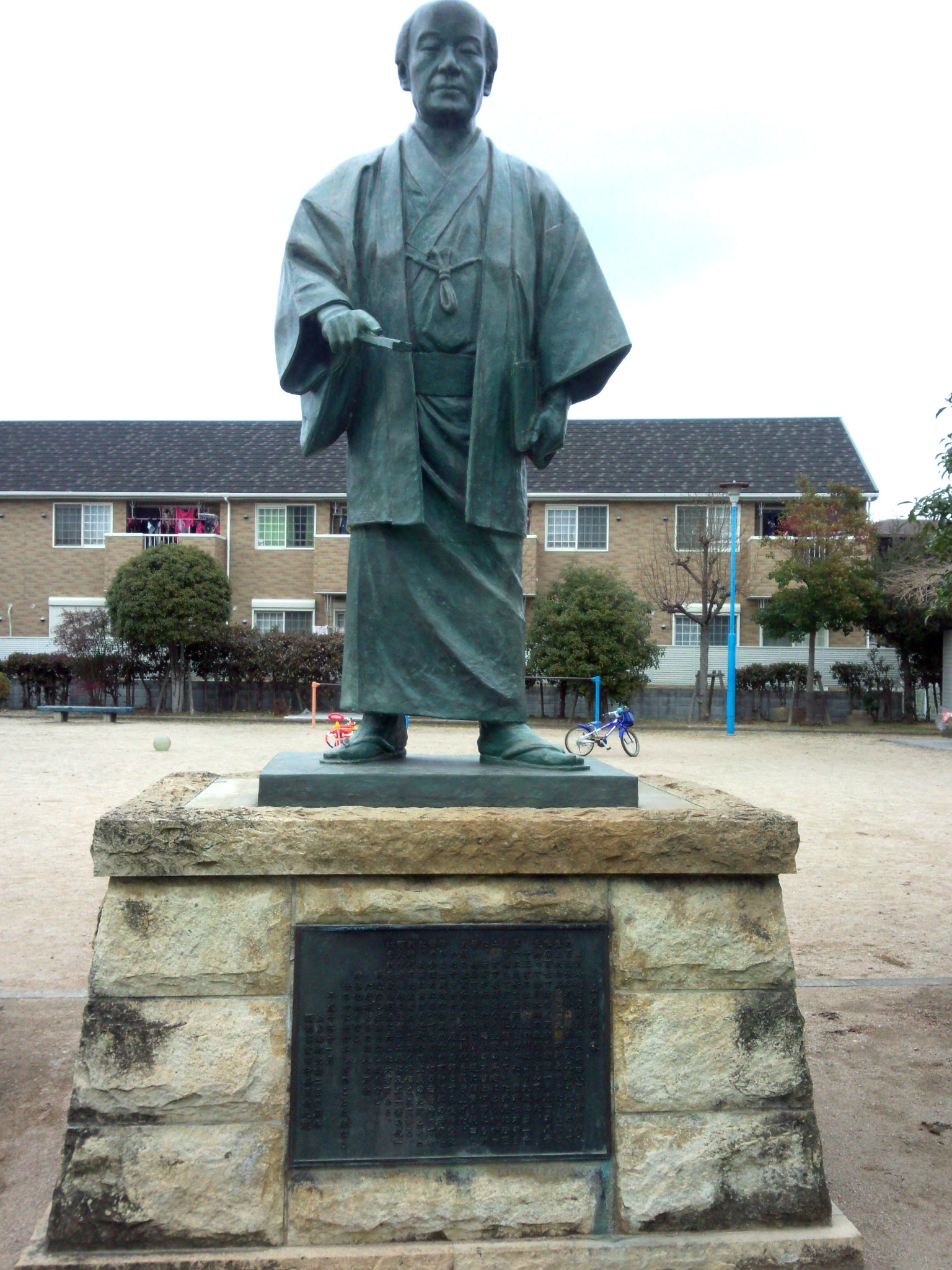
Yamagata Bantō : formé à la science occidentale (seconde moitié du XVIII) met en doute la véracité de l'Âge des dieux.

Yamagata Bantō est issu du Kaitokudō d'Osaka, où il suit une formation néo-confucéenne doublée d'une instruction à la science occidentale. Il apprend, en particulier, l'astronomie et la géographie. Dès le début du XIXe siècle, il met à profit ses connaissances dans la science occidentale pour faire la critique des mythes issus de l'Âge des dieux. Dans Yume no Shiro, il attaque l'historiographie traditionnelle, et rejette l'explication de l'Âge des dieux en bloc, sans chercher comme Arai Hakuseki à lui trouver une explication, et procède à une critique des récits traditionnels en identifiant leurs incohérences chronologiques. Yamagata Bantō s'attaque aussi à la figure de proue des études nativistes, ou Kokugaku, Motoori Norinaga, tout comme à la théorie voyant dans Taibo de Wu le véritable Jinmu. Bien que ses travaux trouvent peu d'écho de son vivant, ils influencent par la suite ceux de Sōkichi Tsuda.
Le processus de critique de l'Âge des dieux par une approche rationaliste connait une forme d'aboutissement sous la plume de Date Chihiro. Il rédige Taisei Santenō en 1848, mais la publication n'intervient qu'en 1873, limitant son influence sur l'historiographie de l'époque. Bien que disciple du penseur des nativistes : Motoori Norinaga, il rejette sa vision dogmatique de l'Histoire pour une approche plus rationnelle. Son Taisei Santenō ignore l'Âge des dieux, et propose un nouveau découpage de la chronologie historique. Il innove en utilisant les récits traditionnels pour dresser un portrait de la société japonaise à différentes époques. Il décrit ainsi un âge des clans allant du règne de l'empereur Jinmu jusqu'au VIIe siècle, lors duquel ces groupes détiennent un pouvoir régional, héréditaire, et indépendant du pouvoir impérial. À cette époque succède une autre époque lors de laquelle le pouvoir réel revient à la lignée impériale. Le début de celle-ci est marquée par la décision de l'impératrice Suiko de créer des rangs dans la cour, puis par l'instauration de la constitution en 17 articles par le prince Shōtoku en 604. Cette période prend fin selon lui en 1185, lorsque Minamoto no Yoritomo impose le premier bakufu à Kamakura.
L'école de pensée néo-confucéenne connait une période d'éclipse au milieu de la seconde moitié du XIXe siècle lorsque les systèmes de pensée occidentaux gagnent en influence dans le pays. Cependant, elle fait son retour dès les années 1890 lorsqu'une forme de complémentarité entre les deux systèmes est trouvée.

### Diversification de la fin de l'ère Edo

#### Renouveau des études nativistes à partir du milieu duXVIIIesiècle
Vers la fin de l'époque d'Edo (1603 - 1868), une école japonaise, les études nativistes ou Kokugaku, cherche à s'émanciper de l'influence des systèmes de pensée confucéens et bouddhiques par un retour à la tradition shintō. En remettant en cause les lectures précédentes de l'Histoire, et en s'interrogeant sur ce qui est « réellement » japonais, elle fournit un corpus historique qui sert de base à la fondation de l'idéologie du régime impérial de l'ère Meiji (1868-1912), et aussi aux thèses nationalistes qui fleurissent au début du XXe siècle. L'influence de travaux chinois néo-confucéens de la même époque reste cependant sensible, en particulier sur le soin apporté à la récolte et à la critique des sources.

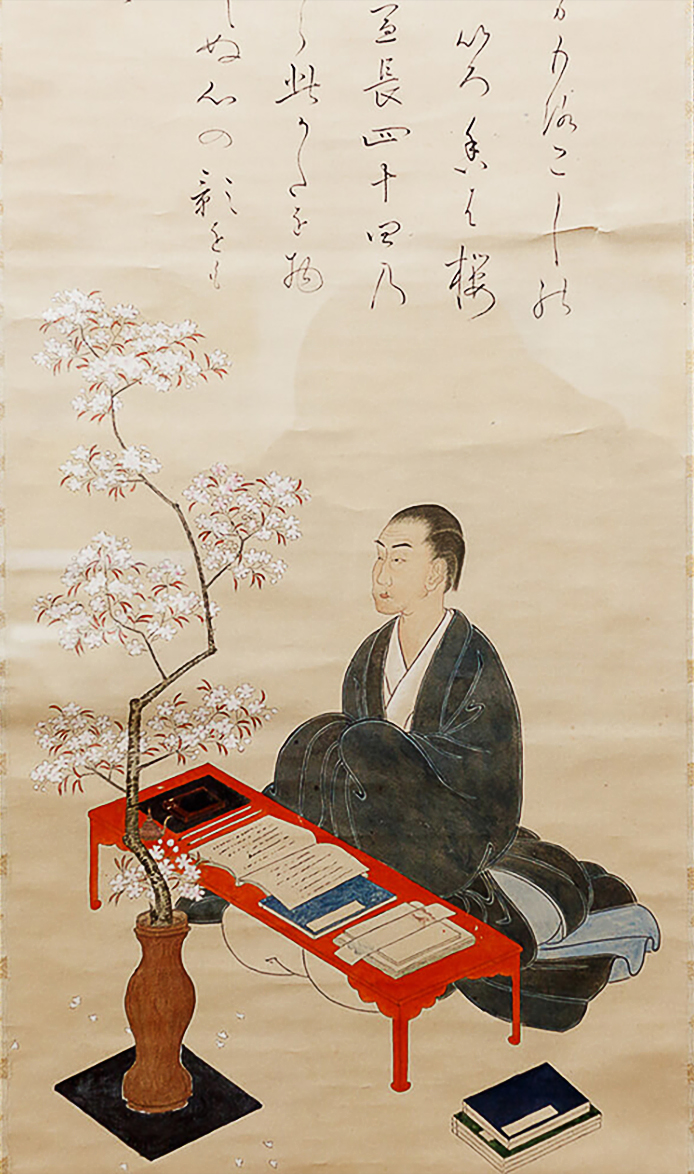
Motoori Norinaga : une des figures des études nativistes ou Kokugaku dès la fin du XVIII.

Les premières figures du mouvement émergent dès le milieu du XVIIe siècle. Le moine bouddhiste Keichū concentre son travail sur la poésie et la philologie japonaise. Il est suivi par des philologues comme Kada no Azumamaro et Kamo no Mabuchi. C'est un disciple de ce dernier, Motoori Norinaga qui permet aux Kokugaku de rivaliser avec les écoles de pensées néo-confucéennes. Il publie en 1798 un livre de commentaires sur le Kojiki : le Kojiki Den, dans lequel il rend accessible au lecteur de l'époque le livre original, rédigé dans un langage qui ne le rendait plus intelligible pour ses contemporains. Il insiste dans ses écrits sur la véracité de l'Âge des dieux, et attaque régulièrement les travaux des néo-confucéens. Il s'en prend en particulier aux publications de Tō Keikan, néo-confucianiste et défenseur de la thèse de l'origine chinoise de Jinmu. Sa connaissance approfondie des textes lui permet de jeter le discrédit sur ses contradicteurs, et ainsi d'assoir la réputation des Kokugaku.
Cette école de pensée continue à gagner en influence au début du XIXe siècle. Alors que la présence de navires occidentaux dans les eaux nippones devient de plus en plus fréquente, l'invocation des valeurs ancestrales du pays devient de plus en plus fréquente au moment où la souveraineté nationale semble être menacée. Aizawa Seishisai, penseur nationaliste japonais de l'école Mito, fait ainsi dans Shinron en 1825 une description des valeurs supposées de la déesse Amaterasu, et de ce qu'elle aurait transmis au peuple japonais, liant par la même occasion âge des dieux et histoire nationale. Dans les années 1850, les références à l'historiographie traditionnelle se sont banalisés dans le discours politique.

#### Hanawa Hokiichi et la question des archives à partir de la fin duXVIIIesiècle
La conservation de documents s'est développée au Japon depuis le Moyen Âge, ceux-ci pouvant être écrits sur plusieurs types de support (papier, bois, soieries...). Des familles, comme les Reizei, ont ainsi constitué, au fil des siècles, des fonds privés riches de plusieurs dizaines de milliers de documents. La question de la collecte et de la conservation de ces documents se pose régulièrement lors du shogunat des Tokugawa, et différentes initiatives sont lancées pour assurer la pérennité de ces œuvres. En 1793, par exemple, le moine bouddhiste Hanawa Hokiichi obtient l'appui du shogun pour ouvrir un institut d'études japonaises, qui devient une branche du Shōheizaka gakumonjo chargée de collecter et de publier des documents en lien avec l'histoire et le droit japonais. Aveugle, et doté d'une mémoire décrite comme impressionnante par ses contemporains, il s'attèle à la tâche et met en place une catégorisation des documents en vingt-cinq catégories.
Le fruit de ce travail d'archivage est ensuite publié en plusieurs étapes. Hanawa Hokiichi élabore une méthodologie en deux temps, visant d'abord à décrire un évènement, puis à le documenter. Le Gunsho Ruijū qui réunit ce travail est publié pour la première fois en 1819, rassemblant 1 270 documents répartis en 530 volumes. Une seconde série est publiée en 1822 après sa mort, et regroupe 2 103 documents dans 1 150 volumes. Il couvre ainsi une période allant des origines du Japon jusqu'au XVIIe siècle.

#### Réactions face à l'arrivée de la science occidentale au début duXIXesiècle
Avec l'arrivée des occidentaux à partir de 1854, les écoles de pensée du pays sont confrontées à une science qui les surpasse sur plusieurs points. Après une période d'éclipse de plusieurs décennies, ces écoles révisent peu à peu leurs concepts fondamentaux et leurs méthodologies en assimilant diversement les apports de l'Occident.
Les néo-confucianistes sont mis en difficulté par le discrédit que la science jette sur leur cosmogonie ; le concept de mandat du Ciel, par exemple, est mis en question. L'idée d'une causalité divine est abandonnée sans difficulté par les lettrés de cette école, d'autant plus que la « science nouvelle » ne remet pas en cause le reste de leurs travaux, et notamment leurs méthodes de travail. Celles-ci sont au contraire renforcées par la méthode scientifique nouvellement introduite. Par ailleurs, un mouvement dit de l'école des Preuves, ou kōshōgaku, venu de Chine au début du XIXe siècle, avait déjà commencé à faire abandonner aux néo-confucéens leur vision morale de l'Histoire, avant même que l'influence européenne ne se manifeste.
Le courant des Kokugaku est au contraire affaibli par cette confrontation. L'élément central de leur système de pensée, à savoir l'authenticité de l'Âge des dieux, est en contradiction avec la science occidentale. Le credo ethnocentrique qui postule que le Japon est le seul pays fondé par des dieux s'accommode mal de ce que les Occidentaux font découvrir aux Japonais. Au contraire de la cosmogonie des néo-confucianistes, la cosmogonie shinto ne peut être abandonnée sans remettre en cause le fondement des Kokugaku. Hirata Atsutane, disciple auto-proclamé de Motoori Norinaga, tente cependant de trouver des parades. Il tente ainsi de trouver des correspondances entre les métaphysiques chrétienne et shinto, mais sans réussir à convaincre ses contemporains. Il affirme par ailleurs avoir découvert des inscriptions datant de l'âge des dieux, mais cette trouvaille trouve peu d'échos, et s'avère plus tard être une forgerie.

#### Une littérature historique pour le grand public
La première moitié du XIXe siècle voit se populariser des œuvres narratives prenant pour cadre l'histoire du Japon, mais d'une qualité inégale. Jusqu'à la fin du siècle, la limite entre œuvre académique et œuvre populaire est parfois ténue. Le Nihon Gaishi est publié en 1827 par Rai San'yō, et est un succès de librairie ; celui-ci est alors le sujet de nombreux commentaires et est même utilisé comme manuel scolaire. Prenant souvent des libertés avec les faits, son auteur y glisse régulièrement des remarques personnelles. Le ton est clairement favorable à l'empereur, ce qui fait de l'ouvrage une référence pour les militants politiques qui plus tard dans le siècle cherchent à renverser le shogun. À ce titre, le livre est interdit dans plusieurs domaines féodaux jusqu'à l'ère Meiji (1868 - 1912).
Certains publicistes se font une réputation en écrivant des récits pour le grand public. Fukuzawa Yukichi, Taguchi Ukichi, Tokutomi Sohō, et Yamaji Aizan comptent parmi les plus populaires du siècle. Ces récits historiques inspirent des pièces de théâtre, et des conteurs publics les diffusent.

## Empire du Japon

### Influence limitée des libéraux dans la seconde moitié duXIXesiècle

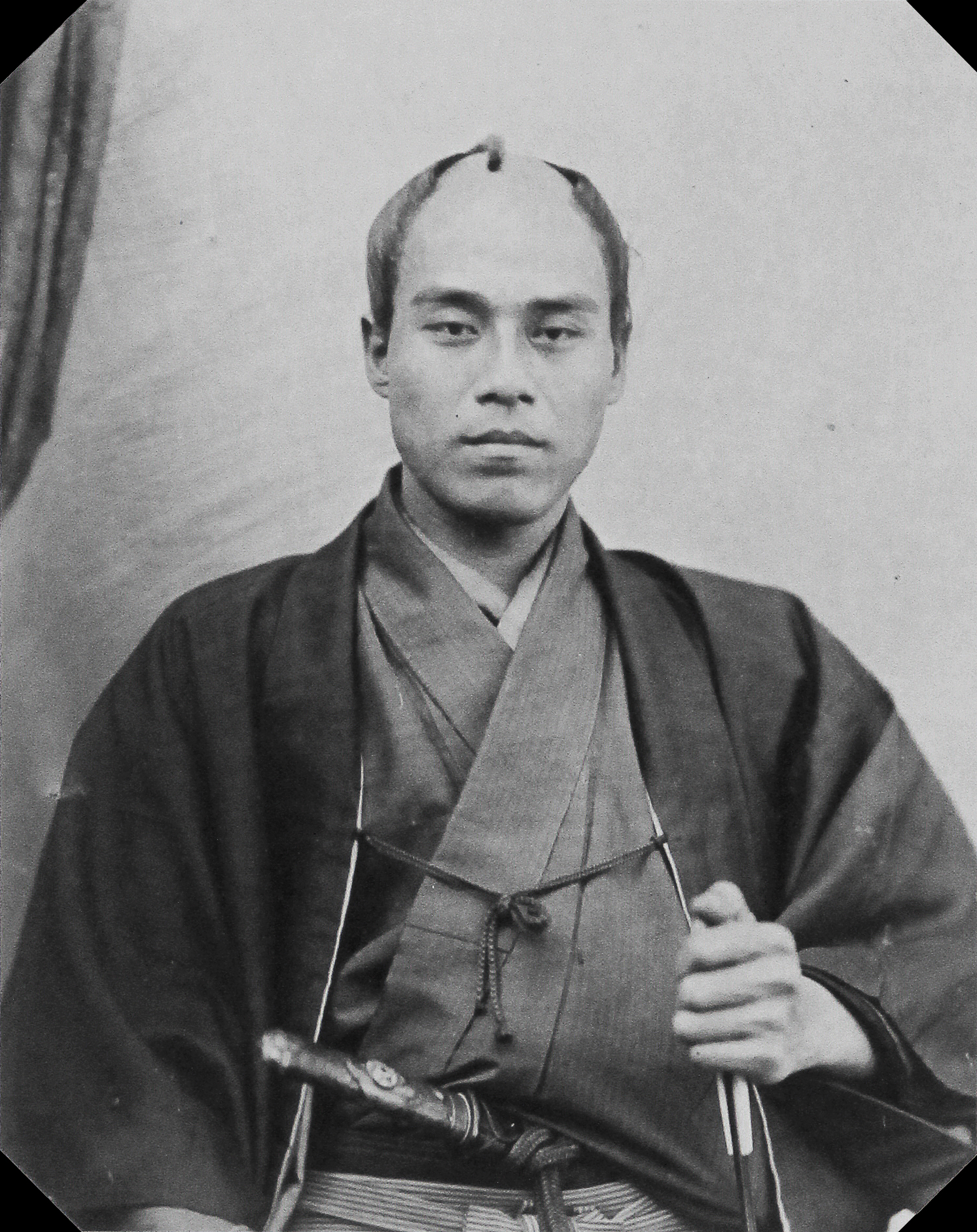
Fukuzawa Yukichi, l'une des figures du courant Bunmei-kaika.

Dans les années 1870 des auteurs libéraux, aussi qualifiés d'auteurs « des lumières » ou Bunmei, comme Fukuzawa Yukichi ou Taguchi Ukichi commencent à gagner en influence dans le pays. S'ils ne traitent pas directement de l'Histoire, leurs écrits visent à expliquer l'évolution de celle-ci comme étant la transition d'une état de barbarie à un état de civilisation. Les idées des Lumières influencent ce groupe, qui y ont accès grâce aux traductions qui commencent à apparaitre au Japon dans la même décennie, ou plus tôt lors de séjour en Europe,.
Fukuzawa Yukichi publie en 1874 son essai Bunmeiron no Gairyaku dans lequel il cherche à inscrire l'histoire du Japon dans un processus de progrès de la civilisation. Il s'inspire des travaux d'historiens français comme Histoire de la civilisation en Europe de François Guizot ou anglais comme History of Civilization in England de Henry Thomas Buckle pour préciser sa notion de civilisation. Tokutomi Sohō en travaillant sur la même notion de civilisation s'inspire lui des travaux du philosophe anglais Herbert Spencer, tout comme Taguchi Ukichi lorsqu'il publie Nihon Kaika Shōshi en 1877. Cependant aucun de ces deux auteurs ne rédige une histoire du Japon reprenant ces idées. Ce n'est que dans les années 1890 que Miyake Yonekichi et Naka Michiyo publient leurs travaux.
Ces penseurs libéraux n'ont finalement qu'une influence très limitée. Ne comptant à leurs débuts aucun historien de formation dans leurs rangs, ils demeurent pour l'essentiel en dehors du champ universitaire. En dehors de Fukuzawa Yukichi qui enseigne dans son école, la future Université Keiō, aucun d'entre eux n'a à l'époque accès aux sphères académiques. Leurs idées favorables à la démocratie leur ouvrent cependant les portes d'une maison d'édition comme la Minyūsha, où des essayistes comme Yamaji Aizan, Tokutomi Sohō, et Takekoshi Yosaburō font connaitre leurs théories au grand public.

### Les premiers travaux de l'Institut historique et ses limites à la fin duXIXesiècle
Comme les régimes précédents, le gouvernement de Meiji cherche à utiliser l'histoire pour assoir sa légitimité. Dès avril 1869, l'empereur publie un rescrit dans lequel il indique son intention de publier une œuvre dans le style des Six histoires nationales. Dans ce but, un institut historique voit le jour la même année ; la plupart des historiens y travaillant sont issus de la tradition néo-confucéenne et ont souvent pris part au renversement du régime précédant en étant actifs politiquement.

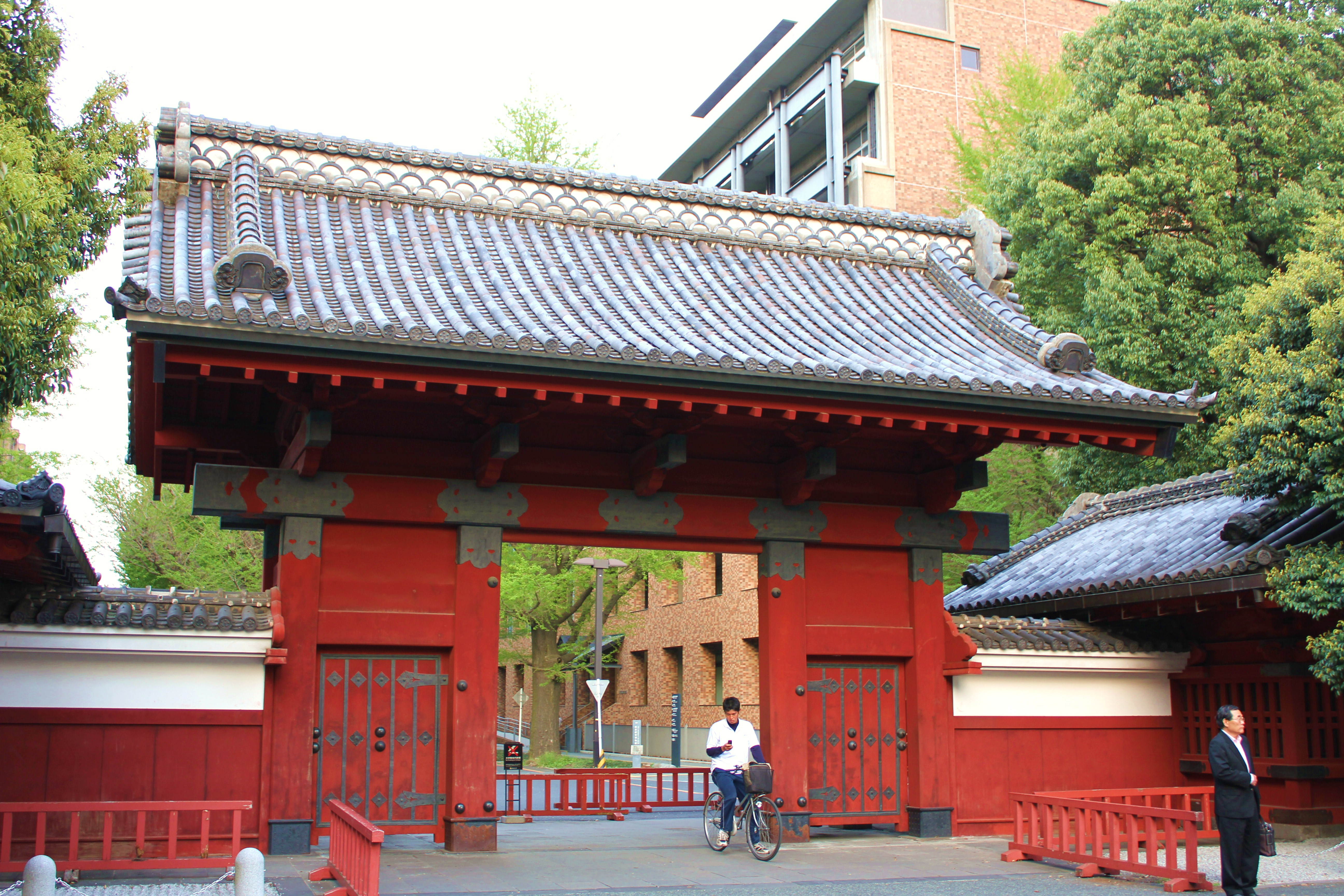
L'institut historique intègre l'université de Tokyo en 1888, principal établissement d'enseignement supérieur du pays à l'époque.

Lors des années 1870 l'institut historique travaille peu à l'écriture d'une histoire nationale. La plupart du travail s'oriente vers la collecte de sources écrites. L'institut profite du départ de Suematsu Kenchō pour l'Europe en 1878 pour lui confier une mission d'étude concernant les méthodes britanniques et françaises d'écriture de l'histoire, mais son rapport n'est pas mis à profit par l'Institut à son retour. Le fonctionnement de la structure s'oriente vers celui d'une agence d'État, prenant appui sur les traditions historiographiques japonaises et chinoises.
Le fonctionnement de l'institut évolue lorsque celui-ci intègre l'université de Tokyo en 1888. Les historiens Kume Kunitake, Hoshino Hisashi, et Shigeno Yasutsugu travaillent au sein du département d'histoire de l'université, dirigent les travaux de la structure. Ils bénéficient de l'aide et de l'influence significative de Ludwig Riess qui les introduit à l'historiographie allemande. Ce dernier quitte le Japon en 1903, mais les élèves qu'il a contribué à former enseignent déjà dans les principales universités du pays, puis plus tard dans l'institut historique lui-même.

### Débuts de l'histoire économique sous l'influence du marxisme dès les années 1920
L'industrialisation rapide que connait le Japon à la fin de l'ère Meiji est à l'origine de l'intérêt pour l'étude des phénomènes économiques, à commencer par leur histoire. Influencés par la théorie des étapes de développement économique de l'historiographie allemande, certains historiens japonais tentent de confronter l'histoire économique japonaise à ce modèle, et donc par voie de comparaison à placer l'histoire japonaise dans une perspective mondiale. Tokuzō Fukuda de l'université de Kyoto et Ginzo Uchida de l'université de Tokyo font figure de précurseurs dans ce domaine. Le premier, qui a étudié en Allemagne avec Karl Bücher (en) et Lujo Brentano, et qui reste influencé par l'école allemande, s'attache en particulier à montrer les points communs entre le développement économique de ces deux pays. Le second dispense le premier cours d'histoire économique en 1899 à l'université de Tokyo.
À partir de la Première Guerre mondiale, ce courant gagne en importance. L'essor des échanges commerciaux avec l'étranger ouvre un nouveau champ d'études et les révoltes paysages plus nombreuses ouvrent un aspect social à ces études (notamment après la révolution russe de 1917). Un processus d'institutionnalisation touche cette discipline dans les années 1930. La société d'histoire économique et sociale est créée en 1930, la société de recherche en sciences historiques est créée en 1932 et le centre de recherche en histoire économique japonaise ouvre en 1933. 

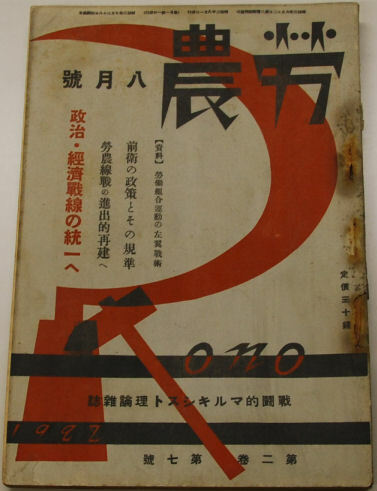
Le groupe Rōnō publie la revue du même nom à partir de 1927.

L'introduction du marxisme à la fin des années 1920 fait évoluer l'approche de l'histoire économique du pays, le contexte de la Grande Dépression fournissant un terreau favorable à son essor. Les idées de Karl Marx et de ses continuateurs apportent de nouveaux outils méthodologiques et ouvrent de nouvelles perspectives d'analyse des infrastructures de production du pays. Les tenants de cette approche se divisent sur la lecture de la révolution de Meiji et sa place dans le développement du capitalisme nippon. Le premier groupe, dit Kōza, ne voit dans le régime de Meiji qu'une évolution de l'absolutisme, basé sur une économie semi-féodale encore archaïque, alors que le second groupe, dit Rōnō, y voit une révolution bourgeoise et place donc le Japon dans une dynamique comparable à ce que connaissent d'autres pays développés. Un des grands représentants de la première tendance est l'historien Moritarō Yamada, qui publie en 1932 une analyse du capitalisme japonais qui fait autorité à l'époque. Si le militarisme japonais qui s'impose dans les années 1930 expose ces historiens à une répression importante, certains poursuivent leurs recherches sur des périodes moins exposées politiquement comme l'Antiquité et le Moyen Âge et posent les bases de la recherche de l'après-guerre.

### Montée en puissance des thèses nationalistes
Les milieux conservateurs et nationalistes qui dominent la vie politique japonaise dès les années 1880 s'opposent de manière grandissante aux autres écoles historiographiques, et structurer eux-mêmes leurs pensées.

#### Attaques politiques contre les écoles concurrentes

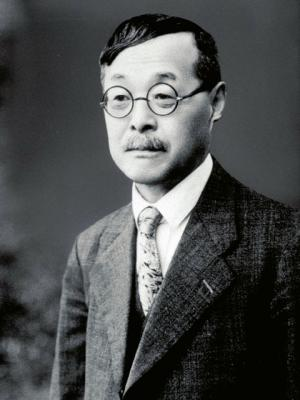
Sōkichi Tsuda : emprisonné en 1942 en raison de ses écrits historiques.

Le travail de Kume Kunitake et de Shigeno Yasutsugu a pour effet d'expurger l'Histoire des mythes fondateurs du pays, ainsi que certaines figures héroïques, alors que le régime prend appui sur ceux-là pour assoir sa légitimité. Dans les années 1890 les polémiques s'exacerbent, alors que les contradicteurs de ces historiens gagnent en influence. Shigeno est affublé du sobriquet d'« Oblitérateur » alors qu'il remet en cause tout ou partie de l'existence de Kusunoki Masashige et de Kojima Takanori, deux figures de l'époque Nanboku-chō connus pour leur fidélité envers la lignée d'empereurs jugée légitime par le régime,. Kume Kunitake se retrouve, quant à lui, au centre d'une controverse universitaire en 1892 lorsqu'il affirme dans un journal que le shinto, la religion d'État, « n'est qu'une croyance religieuse dépassée » ; il doit démissionner la même année de son poste à l'université,,.
L'État intervient directement dans l'enseignement de l'histoire, en fixant la lecture qui doit en être faite. En 1891, il indique que le but de l'enseignement de l'histoire nationale dans le primaire est d'encourager le patriotisme et d'expliquer ce qui fait la singularité du Japon. Il intervient aussi dans les controverses entre historiens. En 1911, à l'occasion de la publication d'un manuel scolaire sur l'époque Nanboku-chō, un rescrit impérial vient s'opposer aux travaux universitaires et fixe de lui-même les éléments d'histoire officielle,,. Les historiens marxistes sont par ailleurs pris pour cible par les militaires dès les années 1930, En 1936 des représentants du groupe Kōza sont emprisonnés, et en 1937-1938, des tenants du groupe Rōnō sont mis sous surveillance. Enfin, une autre affaire éclate en 1942 lorsque Sōkichi Tsuda est emprisonné. Ses travaux portant sur le Japon ancien remettent alors en cause certains des fondements historiques du régime.
Plus largement, le pays connait un vague d'assassinats politiques lors des années 1920-30, et la plupart des universitaires cherchent à éviter toute controverse en lien avec la politique, aboutissant à une forme d'autocensure. Dès le milieu des années 1920 ce mouvement est sensible parmi les historiens des universités impériales. Paradoxalement, les principales contestations de l'Âge des dieux proviennent de professeurs des facultés de droit, lorsque ceux-ci mettent en question les bases du système politique japonais.

#### Structuration et popularisation des thèses nationalistes

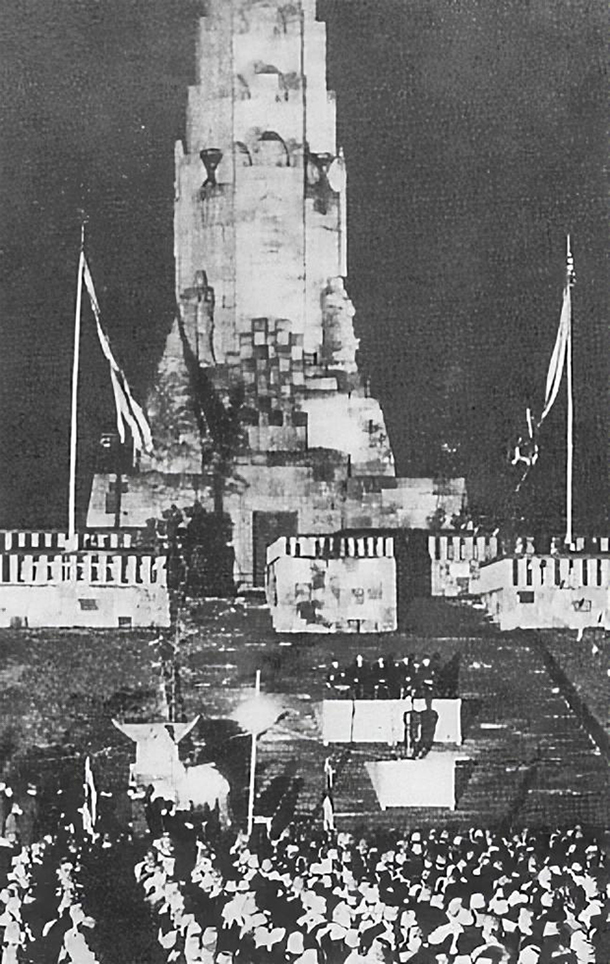
L'histoire officielle du régime, d'inspiration nationaliste, est mise à l'honneur en 1940 lorsque le régime célèbre le 2600e anniversaire de la fondation mythique de la lignée impériale.

Des historiens nationalistes structurent aussi leurs pensées. Autour de la figure de Kiyoshi Hiraizumi,, professeur d'histoire à l'université de Tokyo à partir de 1935, se développe l'idée de la vision historique du Japon impérial. Celle-ci insiste sur l'origine divine du pouvoir impérial et affirme qu'une puissance supérieure comme le Japon se doit de s'étendre au-delà de ses frontières. Cette idée sert de base au pouvoir militariste à partir du milieu des années 1930 et est utilisé pour justifier l'expansionnisme japonais de l'époque.
Des structures sont mises en place pour favoriser le travail et la diffusion de ces thèses. Le centre de recherche sur la culture spirituelle japonaise est créé en 1932, et une de ses sections se concentre sur l'histoire. Dans ce domaine, le travail de Nishida Naojirō, un historien de l'université de Kyoto converti aux idées nationalistes lors de l'Incident de Takigawa en 1932, est notable. Le ministère de l'éducation est aussi utilisé pour diffuser ces idées, et, en 1937, sont distribués près de 300 000 exemplaires de Kokutai no Hongi, ouvrage dans lequel l'ascendance divine de l'empereur ainsi que la véracité de l'Âge des dieux sont affirmées. Des médias d'extrême droite comme Genri Nippon du polémiste Minoda Muneki servent aussi de relais de propagation des vues nationalistes.
Un événement en particulier donne un grand retentissement aux thèses nationalistes dans le grand public. La date d'accès au trône de Jinmu en tant que premier empereur du Japon, traditionnellement donnée comme 660 av. J.-C. a fait de l'année 1940 le 2600e anniversaire de la création de l'empire du Japon. Alors que dix préfectures différentes revendiquent le lieu de naissance de cet empereur mythique, le gouvernement japonais prend, en 1935, une initiative pour établir un lieu unique. Un comité d'universitaires composé d'historiens est créé en 1937, avec comme but d'apporter leur caution académique au dessein gouvernemental. Bien que le consensus académique de l'époque rejette ce mythe, des historiens de premier plan participent au projet,. Exploitant des travaux portant sur des récits anciens, ils s'accordent finalement pour désigner, comme lieu de naissance du fondateur de l'empire du Japon, une cité développée autour du sanctuaire Kashihara, au sud de l'ancienne capitale impériale Nara, dans la préfecture du même nom. Lors des commémorations de 1940, les historiens sont cependant pour l'essentiel absents. Les nombreuses monographies publiées à l'époque sont l'œuvre d'historiens amateurs ou d'universitaires issus d'autres disciples académiques peu au fait des avancées historiographiques.

## La recherche historique depuis l'Après-Guerre

### Renouveau après-guerre
Une école comparatiste, fondée par l'historien Hisao Ōtsuka, domine le champ de l'histoire économique du Japon après guerre. Initialement influencée par le groupe Kōza d'avant-guerre, elle intègre par la suite les travaux de l'économiste allemand Max Weber. Les comparaisons qu'elle établit font ressortir des similitudes avec l'histoire économique du Royaume-Uni. Ōtsuka s'est en particulier intéressé aux travaux d'Henri Sée et de George Unwin sur l'industrie rurale pré-capitaliste, alors qu'une autre figure de l'école, Kohachirō Takahashi, s'est concentrée sur les travaux de Marc Bloch et de Lucien Febvre sur les sociétés agraires de l'Ancien Régime en France. De ce fait, ils sont amenés à comparer des évènements comme la révolution française de 1789 et la restauration de Meiji de 1868, et leurs rôles respectifs dans l'évolution de l'économie de leurs pays. Leurs études sont effectués pendant la Seconde Guerre mondiale, ce qui pose les bases de la recherche en histoire économique de l'après-guerre.
La libéralisation du système éducatif japonais qui est effectué lors de l'Occupation du Japon à partir de 1945 permet aux chercheurs de mener leurs recherches sans les problèmes de censure de la période précédente. L'école Ōtsuka occupe une position centrale dans le travail de recherches historiques, et l'histoire économique connait une période d'« âge d'or » : elle est enseignée dans la plupart des facultés de sciences humaines, mais aussi dans les facultés de gestion. Avec le renfort d'historiens marxistes du groupe Kōza une société d'histoire agraire est fondée en 1948, et ses recherches se concentrent pendant une dizaine d'années sur la transition entre les modèles féodaux et capitalistes dans l'histoire agraire du pays.
Cette école devient la cible de critiques de la part des historiens positivistes, notamment après 1955. Ils l'accusent d'idéaliser les modèles européens et de tordre certains faits pour qu'ils correspondent aux modèles. Dès 1946 la société d'histoire économique et sociale réunit les critiques de ces opposants et les publie dans sa revue à partir de 1848. Par ailleurs la modernisation rapide du pays après guerre vient contredire par les faits certaines des théories de l'école Ōtsuka, et en son sein même apparaissent des critiques portant sur sa méthodologie.
Des années 1960 à 1975, deux autres tendances s'affirment. Les recherches s'orientent vers la période d'industrialisation du pays, et l'histoire de l'entreprise s'émancipe de l'histoire économique.

### Diversification des thèmes à partir des années 1970
Les méthodologies continuent d'évoluer à partir des années 1970. Le marxisme et le modernisme sont délaissés par certains historiens au profit du structuralisme. De nouveaux thèmes de recherches sont identifiés, comme l'histoire religieuse, du genre, ou de l'environnement en lien avec l'histoire sociale, sous l'influence notamment de l'École des Annales. La théorie de la modernisation, dont les travaux précurseurs de Takeo Kuwabara et de Shunpei Ueyama ont favorisé l'introduction, est aussi adoptée par plusieurs historiens japonais, dont d'anciens historiens marxistes parmi lesquels Satō Seizaburō.
L'histoire des femmes connait aussi un nouveau dynamisme. Les travaux précurseurs de Takamure Itsue et de Kiyoshi Inoue publiés entre 1948 et 1948 sont mis en concurrence avec ceux issus en Occident de la deuxième vague féministe. D'autres historiens comme Irokawa Daikichi ou Yasumaru Yoshio cherchent à sortir de l'opposition entre des courants de pensée jugés extérieurs au pays, et, influencés par les travaux de l'ethnologue Kunio Yanagita, développent un courant dit d'« histoire du peuple » (民衆史, Minshūshi). Ce dernier se concentre sur la vie quotidienne de la population, et sur l'évolution de ses valeurs.
Les travaux de recherche commencent à porter sur la première moitié du XXe siècle, alors que le travail sur les périodes d'Edo et de Meiji reste numériquement très important. Par ailleurs, depuis le début des années 2000 certaines analyses historiques sont revues. La politique d'isolement sous l'époque d'Edo est vue comme moins absolue que préalablement pensée, et présentée comme une forme de protectionnisme observable en Chine à la même époque. L'histoire coloniale du Japon est aussi revisitée, donnant plus de place à celle-ci dans l'histoire nationale, et montrant de manière plus détaillée son influence. Enfin, le rôle de la doctrine du pan-asianisme dans la guerre de quinze ans est aussi réévalué.

### Résurgence des thèses nationalistes depuis les années 1990
Les années 1990 voient le retour d'approches conservatrices contestant le modernisme et prônant un retour à la culture traditionnelle nationale. Ces approches ne connaissaient qu'un écho très limité au Japon depuis 1945, mais l'effondrement du marxisme à l'échelle mondiale à la fin des années 1980 leur a procuré une nouvelle dynamique. Menés par l'historien Nobukatsu Fujioka,, les tenants des thèses conservatrices soutiennent que les études disponibles traitant des crimes de guerre japonais de l'ère Shōwa (1926 - 1989) portent atteinte à la dignité du Japon. Ils entendent produire une analyse plus « équilibrée » des faits. Le retracement du massacre de Nankin et la question des femmes de réconfort en particulier sont au centre de leurs attentions. Soutenus par des médias conservateurs, ainsi que par des professeurs du secondaire, ils publient un manuel scolaire présentant leur vision. Ils peuvent aussi bénéficier du travail du mangaka nationaliste Yoshinori Kobayashi. Une version préliminaire de leur livre, approuvée par le ministère de l'éducation japonais en 2001, provoque une série d'incidents diplomatiques avec la Chine et la Corée. Dès 1966, l'historien Saburō Ienaga avait engagé plusieurs procès contre le ministère de l'éducation, l'accusant d'avoir censuré plusieurs faits historiques dans les manuels scolaires. Les travaux du journaliste Katsuichi Honda au sujet du massacre de Nankin sont aussi notables.

### Le développement de l'historiographie anglo-saxonne
Les travaux portant sur la préhistoire et la protohistoire du Japon commencent peu avant-guerre. Robert Karl Reischauer publie en 1937 une synthèse des recherches japonaises, complétée par des publications de George Bailey Sansom en 1958, par John Whitney Hall en 1966, puis par Jonathan Edward Kidder en 1983. Les périodes suivantes connaissent peu de travaux, alors que le Moyen Âge japonais connait une plus grande-popularité parmi les chercheurs américains, notamment après les travaux de Jeffrey Mass (1974). Les travaux universitaires sur l'époque d'Edo ne commencent véritablement qu'avec une publication de Hugh Borton en 1938, mais cette époque devient après-guerre l'une des plus travaillées dans le monde académique, à l'exception notable du style des biographies qui restent peu nombreuses. Un des biais souvent observé est l'insistance sur le caractère fermé du pays avant l'arrivée des Occidentaux, alors que les historiens japonais offrent une vision plus nuancée. La fin du Shogunat est, elle, peu traitée, les recherches portant sur le début de l'époque suivante attirant plus d'attention. L'histoire diplomatique du pays, surtout lors du XXe siècle a attiré de nombreux auteurs américains (Robert Butow, Marius Jansen, Francis Hilary Conroy...), notamment en raison des rapports conflictuels entre les États-Unis et le Japon lors de ce siècle. 
L'écriture de ce qui entend être la première synthèse de l'histoire du Japon dans le monde anglo-saxon commence dans les années 1970. Le travail sur le The Cambridge History of Japan est coordonné par Marius Jansen et John Whitney Hall et est publié de 1988 à 1999. Cependant, l'ouvrage est critiqué sur certains points pour son ethnocentrisme. La théorie de la modernisation occupe une place assez centrale dans l'ouvrage, et les dynamiques sociales et culturelles qui se développent en dehors des centres de pouvoir sont oubliés, alors que l'historiographie anglo-saxonne s'est ouverte à ces aspects depuis les années 1970,.

## Sources